# Nordfriesische Literatur
Die nordfriesische Literatur als Literatur in nordfriesischer Sprache hat in Bezug auf die Ausgangssituation der Sprache und die Zahl der Sprecher eine bemerkenswerte Anzahl und Bandbreite an Werken hervorgebracht. Das Nordfriesische weist bzw. wies zehn zum Teil kaum untereinander verständliche Dialekte auf, die wegen der geographischen Verhältnisse lange Zeit nur sehr wenig miteinander in Kontakt kamen. Es gab nie ein kulturelles Zentrum in Nordfriesland, das für die Sprache oder Literatur vereinheitlichend hätte wirken können. Aufgrund dieser Zersplitterung haben bis heute literarische Erzeugnisse selbst innerhalb der nordfriesischen Sprachgruppe nur eine sehr geringe Reichweite, die fast ausschließlich auf ein einzelnes Dialektgebiet beschränkt ist. Daher kann im Prinzip von mehreren nordfriesischen Literaturen gesprochen werden. So haben sich in Nordfriesland Literaturen mit eigenen Schwerpunkten und Traditionen auf der Insel Sylt, auf der Insel Helgoland, auf Föhr und Amrum sowie auf dem Festland – in unterschiedlich ausgeprägter Form – herausgebildet.

## Situation bis 1800

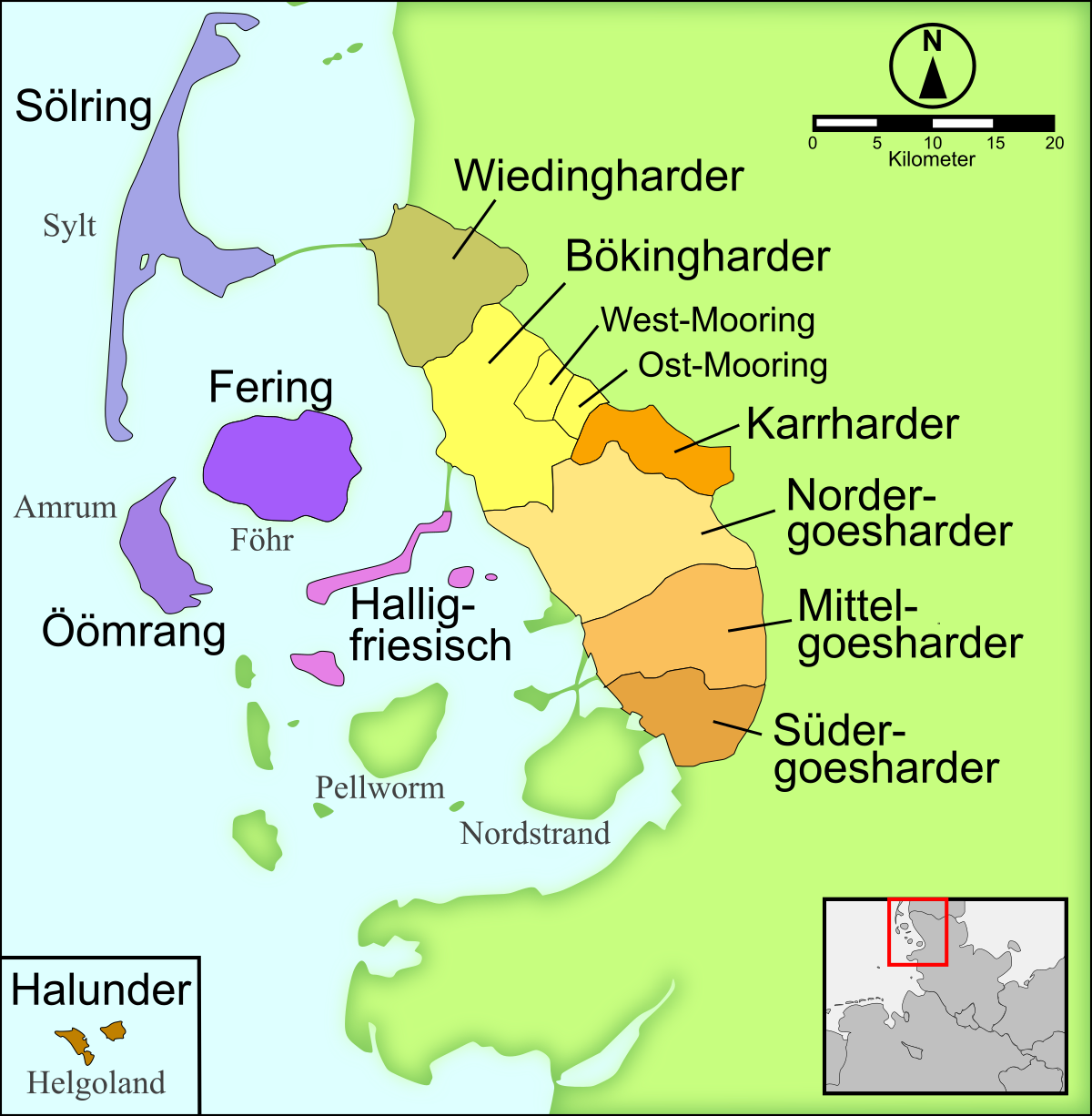
Geographische Verteilung der Dialekte des Nordfriesischen.

Die nordfriesische Literatur entsteht im Wesentlichen erst seit Beginn des 19. Jahrhunderts. Zu diesem Zeitpunkt war das nordfriesische Sprachgebiet bereits auf die zehn Hauptdialekte auf den Inseln Helgoland, Sylt, Föhr, und Amrum sowie auf den Halligen und den Harden nördlich von Husum, also in den beiden Goesharden, der Karrharde, der Bökingharde und der Wiedingharde, reduziert. Aus der Zeit vor 1800 gibt es nur wenig schriftliche Überlieferungen des Nordfriesischen, altnordfriesische Texte fehlen vollkommen. Mündlich überliefert sind einige wenige Volkslieder, Märchen und Sagen, dagegen relativ viel Spruch- und Reimgut.
Das wohl älteste überlieferte Zeugnis ist die in alter Föhrer Sprache gehaltene Ballade A Bai a Redder (in etwa „Es tanzte ein Ritter“), vermutlich aus dem 15. Jahrhundert, deren Verfasser unbekannt ist. Die Ballade ist von zahlreichen archaischen Ausdrücken durchsetzt, die teilweise heute nicht mehr zufriedenstellend übersetzt werden können. Das Lied ist in verschiedenen Varianten überliefert und wurde erst im 19. Jahrhundert herausgegeben. Es ähnelt dänischen Volksballaden und zeigt die starke Einbindung Nordfrieslands in den skandinavischen Kulturraum.
Auffällig ist unter den frühen Texten eine Dominanz der Überlieferungen im Dialekt der 1634 durch die Burchardiflut zerstörten Insel Strand. Aus dem 17. Jahrhundert ist ein Spottlied, das Nordstrander Liet von Hans Tadesens Hammeldiebstahl, und aus der Zeit um 1600 ein Strander Katechismus überliefert, der auch in Ostföhrer Sprache vorliegt. Die Verfasser bzw. Übersetzer beider Texte sind heute nicht mehr bekannt. Bereits aus der Zeit nach der Burchardiflut stammen die beiden Lieder Yn Miren-Söngh und Yn Een-Söngh („Ein Morgenlied“ und „Ein Abendlied“), die vom Strander Pfarrer und Chronisten Anton Heimreich 1662 niedergeschrieben wurden. Dies lässt vermuten, dass durch den Untergang der wohlhabenden Insel zahlreiche weitere Texte verloren gingen.
Im 18. Jahrhundert nimmt die Überlieferung schließlich etwas zu. Es finden sich vor allem geistliche Texte wie eine Vaterunser-Übersetzung auf Föhrer oder Amrumer Friesisch, Di Tahierer Jesu („Der Zuhörer Jesu“) von Boy Jacobsen im Nordergoesharder Friesischen (1745), ein Zwiegespräch wegen der Buße Davids von Lorenz Lorenzen auf Halligfriesisch (1749) und andere. Daneben sind einige Gelegenheitsgedichte erhalten, z. B. Huldigungsgedichte auf den dänischen Monarchen im Bökingharder Friesisch und ein Hochzeitsgedicht. Auch studentische Stammbucheinträge in nordfriesischer Sprache sind überliefert, beispielsweise der Langenhorner Alexandriner des Harro Harring (1776).
Dabei ist auffällig, dass literarische Zeugnisse in sylterfriesischer Sprache vor 1800 nicht überliefert sind. Später sollte Sylt dagegen häufig die Vorreiterrolle in der literarischen Entwicklung übernehmen.
Die insgesamt dünne Überlieferungslage kann zu einem großen Teil aus der Tatsache erklärt werden, dass Friesisch bereits seit dem Mittelalter vor allem eine Sprache des Privatlebens war. Als Geschäfts-, Urkunden- und Kirchensprache wurde zunächst das Nieder-, später das Hochdeutsche – also die jeweilige Dachsprache – verwendet. Friesisch war die vor allem mündlich gebrauchte Varietät und in Schriftform unüblich. Dies wirkte auch der Entwicklung einer einheitlichen Orthographie entgegen. Eine solche wurde erst später entwickelt und ist bis in die Gegenwart nicht vollständig durchgesetzt.

## Nach 1800
Mit dem Geitzhals des Sylters Jap Peter Hansen, der 1809 in Flensburg erstmals gedruckt wurde, setzte die moderne nordfriesische Literatur schließlich doch erstaunlich früh ein. Schon im 19. Jahrhundert spürten die Sprecher des Nordfriesischen, dass ihre Sprache bedroht war und gegenüber Dänisch, Niederdeutsch und Deutsch an Boden verlor. Ein Verantwortungsbewusstsein für den jeweiligen Ortsdialekt mag eine Erklärung für die überproportional rege Schreibtätigkeit sein. Sowohl Lyrik als auch Prosa, Theaterstücke, Liedgut und geistliche Literatur brachten die zahlenmäßig wenigen und kaum in ihrer Heimatsprache alphabetisierten Nordfriesen hervor.
Die Schaffung eines eigenen friesischen Nationalmythos durch Christian Peter Hansen 1858 ist ebenso außergewöhnlich wie die frühe Übersetzung des Neuen Testaments durch Peter Michael Clemens (1870). Nach aufklärerischen und (national-)romantischen Phasen erreichte die nordfriesische Literatur in den 1920er Jahren im Zuge der Heimatbewegung ihren Höhepunkt. Die friesische Sprache wurde zu dieser Zeit von offizieller Seite gefördert, um nach der Volksabstimmung in Schleswig die überwiegend „deutsche Gesinnung“ der Nordfriesen zu festigen. Für diesen Zenit der nordfriesischen Literatur stehen der sehr produktive Sylter Dichter Jens Emil Mungard sowie der Föhrer Lorenz Conrad Peters und der Bökingharder Nis Albrecht Johannsen der Jüngere. Insgesamt ist die Literatur zwar durch die Auseinandersetzung mit der Heimat geprägt, verfällt aber kaum in einen ausgeprägten schwankhaften Charakter, wie man ihn etwa von den zahlreichen niederdeutschen „Döntjes“ kennt.
In der Zeit des Nationalsozialismus kam die literarische Tätigkeit in nordfriesischer Sprache weitgehend zum Erliegen. Auch wenn die Nordfriesen im deutsch-dänischen Konflikt zuvor überwiegend deutscher und nur in geringerer Zahl dänischer Gesinnung gewesen waren, erkannten sie rasch, dass sie von den Nationalsozialisten nichts zu erwarten hatten. So machten die nordfriesischen Autoren die Hinwendung zur „Blut-und-Boden“-Literatur in der Heimatdichtung auch nicht mit und zogen sich nach der Gleichschaltung ihrer Vereine meist ins Privatleben zurück. Mungard betrieb sogar offene Opposition und starb im Konzentrationslager.
In der Nachkriegszeit ging die literarische Produktivität in nordfriesischer Sprache im Vergleich zu den 1920er Jahren zurück, versiegte aber nie. Erst ab 1970 fand die Literatur wieder Anschluss, als der Zeitgeist den Regional- und Minderheitensprachen wieder positiv gegenüberstand. Es gab sogar ausgeprägte Modernisierungsbemühungen. Aus der Arbeit eines nordfriesischen Studentenkreises an der Universität in Kiel ging im Jahr 1976 die ambitionierte gesamtnordfriesische Gedichtsammlung friisk fees („Friesische Verse“) hervor, die moderne Lyrik in verschiedenen Dialekten enthält. Im Rahmen eines Schreibwettbewerbs in den Jahren 1989/90 entstand schließlich die Erzählung Jonk Bradlep („Dunkle Hochzeit“) der Föhrer Autorin Ellin Nickelsen, die als herausragendes Werk der neueren nordfriesischen Prosa gilt.

## Heutige Situation
Die Nordfriesen, die ihre angestammte Sprache noch beherrschen, bemühen sich heute, auch eine lebendige Literatur zu erhalten, da diese als entscheidender Faktor für das Überleben des Nordfriesischen im 21. Jahrhundert angesehen wird. Da wegen der geringen Reichweite die Herausgabe von Büchern nur sehr selten wirtschaftlich umzusetzen ist, werden Veröffentlichungen häufig von staatlicher Seite unterstützt – die Förderung der friesischen Volksgruppe ist seit 1990 gesetzlich verankert, dies schließt vor allem die Sprachförderung ein. Das Buch bleibt nach wie vor das wichtigste Medium, erst wenige Werke sind etwa auf CD oder Kassette erschienen. Als Herausgeber und Verlage fungieren häufig die beiden großen friesischen Vereine – der Nordfriesische Verein und die Friisk Foriining – sowie insbesondere das Nordfriisk Instituut. Zahlreiche neue kurze Texte entstehen regelmäßig im alle zwei Jahre vom NDR und dem Instituut ausgerichteten Schreibwettbewerb Ferteel iinjsen ('Erzähl mal').

## Autorentypen
Zwischen den Biographien der nordfriesischen Autoren bestehen häufig auffällige Parallelen. So entsteht ein Großteil der nordfriesischen Schriften außerhalb Nordfrieslands. Die Fremde als prägendes Erlebnis findet sich wahrscheinlich bereits bei Hansens Geitzhals, der auf Seereisen seinen Ursprung fand, reicht über die produktive Phase der Helgoländer Sprachgemeinschaft nach der Evakuierung der Insel und endet bislang bei der Föhrer Schriftstellerin Ellin Nickelsen, die ihre preisgekrönte Erzählung Jonk Bradlep in Indien erdachte.
Zudem sind viele nordfriesische Schriftsteller Pastoren, Lehrer oder anderweitig dem Bildungsbürgertum angehörig. Auch diese „Tradition“ beginnt bereits mit Jap Peter Hansen, der nach seinen Seefahrerjahren in den Schuldienst trat. Bei vielen Autoren ist das Schreiben zudem eindeutig als Beitrag zu Sprachpflege und zum Spracherhalt gedacht. Dies gilt besonders für all diejenigen, die sich wissenschaftlich mit dem Nordfriesischen beschäftigen und daneben noch Literatur produzieren. Beispielhaft mögen hier Christian Johansen stehen, der ein Werk über den Amrumer Dialekt schrieb, und Bende Bendsen, der ein Standardwerk über die Mooringer Mundart herausbrachte. Ebenso in diese Reihe passt Otto Bremer, der sich allerdings als auswärtiger Sprachwissenschaftler für das Föhrer Friesisch starkmachte und Bücher in diesem Dialekt veröffentlichte.
Auch im frühen 20. Jahrhundert finden sich parallele Entwicklungen. So waren die einflussreichsten Autoren im deutsch-dänischen Grenzkonflikt der Regel mehr (Lorenz Conrad Peters) oder weniger (Albrecht Johannsen) fanatisch deutsch gesinnt und im Nordfriesischen Verein für Heimatkunde und Heimatliebe engagiert. Nach der Erfahrung des Nationalsozialismus relativierte sich diese Einstellung häufig. Zu dieser Zeit wurden auch immer mehr nordfriesische Frauen schriftstellerisch aktiv, die insbesondere unverheiratet und unabhängig waren.

## Überblick nach Dialektgebiet

### Sylt
Die sylterfriesische Literatur gilt als die am besten ausgebaute und umfangreichste der nordfriesischen Literaturen. Auch wenn kein sylterfriesisches Literaturzeugnis aus der Zeit vor 1800 überliefert ist, waren die Sylter Dichter in der modernen Literatur häufig in der Vorreiterrolle. Es wird angenommen, dass dies durch den früh einsetzenden Fremdenverkehr auf der Insel und der damit einhergehenden Bedrohung der Sprache begünstigt wurde, welche die Sylter für ihre Identität und Sprache sensibilisierte.

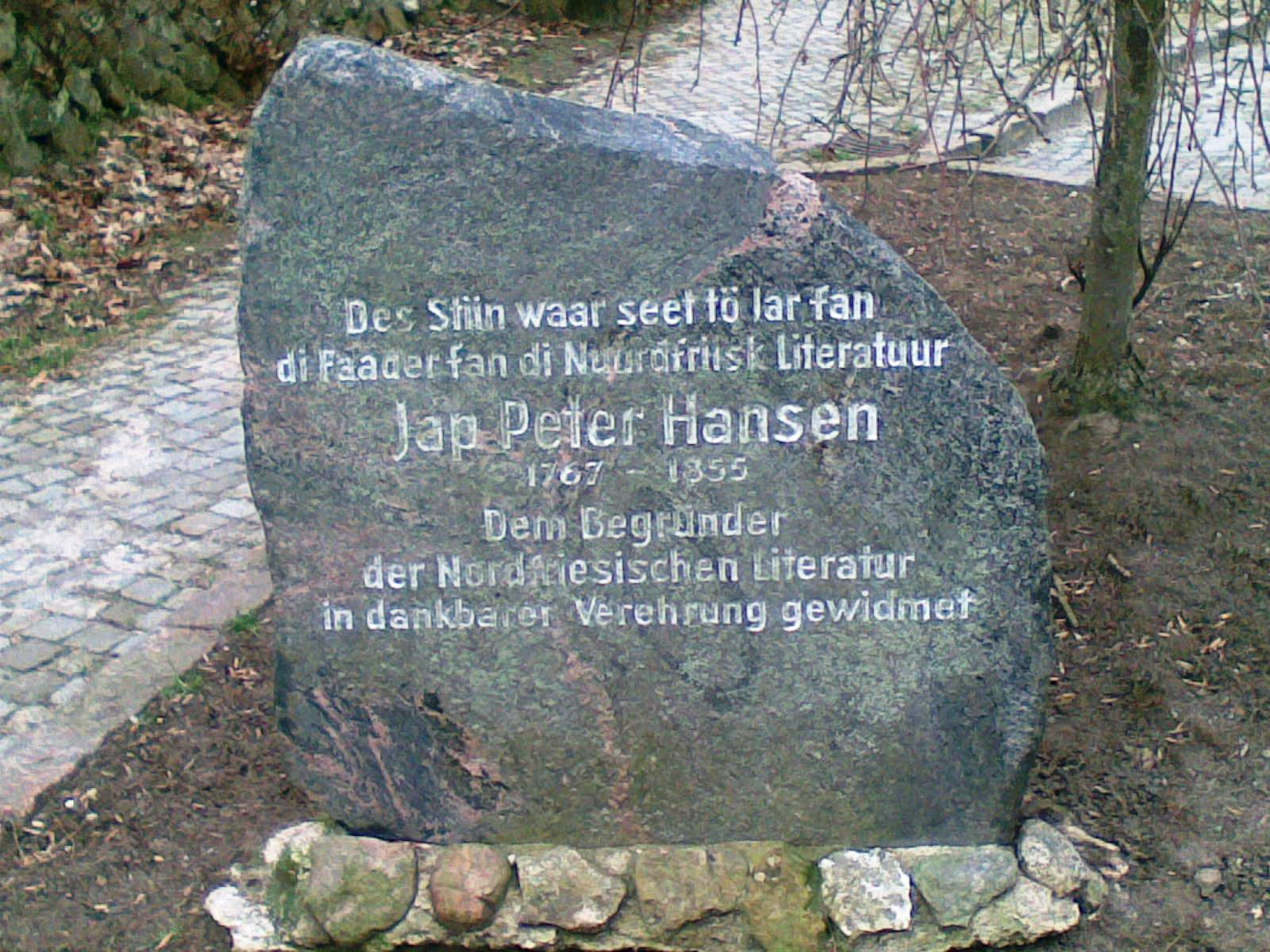
Gedenkstein für Jap Peter Hansen in Alt-Westerland auf Sylt

Die moderne nordfriesische Literatur setzt mit der Komödie Di Söl’ring Pir’rersdei („Der Sylter Petritag“) des Seemanns Jap Peter Hansen (1767–1855) ein. Sie erschien erstmals 1809 und erlebte drei weitere Auflagen, bei denen sie deutsche Titel wie Der Geitzhals oder der Silter Petritag oder Der Geitzhals auf der Insel Silt erhielt. Hansen kam auf seinen Fahrten offenbar mit der europäischen Literatur in Kontakt, denn das Stück ist erkennbar von Molière und Holberg beeinflusst.
Ebenfalls von Jap Peter Hansen stammt der einzige längere Roman, der je auf Nordfriesisch geschrieben wurde. Di lekkelk Stjüürman („Der glückliche Steuermann“) erschien 1833 als Fortsetzung zum Geitzhals. Hansen verfasste auch einige Gedichte und Lieder.
Sein Sohn, der Lehrer Christian Peter Hansen (1803–1879), wurde vor allem als Chronist von Sylt und durch seine deutschen Veröffentlichungen bekannt, mit denen er das Bild des „Friesen“ in Deutschland entscheidend prägte. Für die friesische Literatur ist vor allem sein Werk Uald' Söld'ring Tialen („Alte Sylter Geschichten“) wichtig. Hansen hatte sich dafür aus dem Sylter Sagenschatz bedient, aber diese Geschichten sehr stark bearbeitet, umgedeutet und mit Selbsterdachtem angereichert. So wollte er einen friesischen Nationalmythos schaffen. Seine Erzählungen haben somit aber auch häufig nicht mehr viel mit den überlieferten Stoffen gemein. Auch das moderne Biikebrennen geht auf Hansen zurück. Eine bekannte Ballade Hansens ist Di Brirfiarhooger („Die Brautzughügel“).
Von besonderer Bedeutung ist die Übersetzung des Neuen Testaments und der Psalmen durch Peter Michael Clemens (1804–1870), die er angeblich wenige Tage vor seinem Tod abschloss. Das Werk blieb allerdings lange unentdeckt und wurde nie gedruckt. Im Jahr 2006 erschien mit Di fjuur Evangelien („Die vier Evangelien“) von Johann Frank eine Neuübersetzung der Evangelientexte in sylterfriesischer Sprache. Im Jahr 2021 veröffentlichte Tanno Hüttenrauch eine Neuübersetzung der Johannesbriefe auf Söl'ring.
Ausgesprochen produktiv waren die Sylter Schriftsteller in der ersten Hälfte des 20. Jahrhunderts. Ein reiches Werk an bis heute immer wieder aufgeführten Theaterstücken hinterließ der Tischler Erich Johannsen (1862–1936). Die Stücke wurden allerdings fast alle nicht verlegt. Seine bekannteste Komödie ist Di Friier fan Muasem („Der Freier von Morsum“). Weitere Lustspiele verfasste Max Bossen (1888–1956), der ebenfalls Tischler war.
Der Hamburger Lehrer Boy Peter Möller gab 1909 ein sylterfriesisches Lesebuch (Söl'ring Leesbok) mit Lyrik und Prosa verschiedener Autoren heraus. Bekannte Dichter der Zeit waren beispielsweise der Kaufmann Andreas Hübbe (Di Önergang fan Söl, dt. „Der Untergang von Sylt“) und der Verleger Christian Peter Christiansen, der die Sylter Hymne Üüs Sölring Lön („Unser Sylt“) verfasste.
Von herausragender Bedeutung für die Sylter und auch die gesamte nordfriesische Literatur war der Bauer Jens Emil Mungard aus Keitum. Als schwieriger Charakter ohne Sinn für wirtschaftliches Handeln musste er früh Sylt verlassen und ist unter seinen Landsleuten bis heute umstritten. Auch unter den Nationalsozialisten gab er sich unangepasst und bezahlte dies 1940 im Konzentrationslager Sachsenhausen mit seinem Leben. Er verfasste etwa 800 Gedichte, dazu ein wenig Prosa und Theaterstücke. Sein bekanntestes Werk ist das Gedicht Di Hiir es Brir” („Die Heide blüht“).
Von 1926 bis 1970 erschien die von Hermann Schmidt herausgegebene Zeitungsbeilage Fuar Söl’ring Lir („Für Sylter“), in der sehr viele Werke in sylterfriesischer Sprache veröffentlicht wurden, unter anderem ein großer Teil von Mungards Werk.

### Föhr und Amrum
Das Föhrer und Amrumer Friesisch bilden zwar einen gemeinsamen Dialekt, aufgrund der geographisch getrennten Lage entwickelten sich die Literaturen in weiten Teilen unabhängig voneinander und werden daher getrennt behandelt.

#### Amrum
Bekanntester Amrumer Dichter des 19. Jahrhunderts war der Lehrer Christian Johansen (1820–1871), der sich auch wissenschaftlich mit dem Friesischen befasste und sich auch viel mit Amrumer Brauchtum und Geschichte beschäftigte.
Wichtig für die Amrumer Literatur sind drei Erzählungen Johansens. Aus dem Jahr 1849 stammt die Geschichte Hü't tuging, diär a nei Liär üüb Aamram kam („Wie es zuging, dass die neue Lehre nach Amrum kam“), in der fiktive Begebenheiten um die Einführung der Reformation auf der Insel geschildert werden. In der volksdidaktischen Erzählung Arammud an Dögganhaid bi-rköödar, oder: Armuth und Tugend („Armut und Tugend beieinander“) aus dem Jahr 1855 geht es um die letzten Lebenstage einer alten Seemannsfrau und die armen Verhältnisse auf Amrum. In Erzählungen des alten Besenbinders Jens Drefsen aus dem Jahr 1862 verarbeitete Johannsen schließlich zahlreiche Volkserzählungen. Er übersetzte zudem einige Werke aus dem Deutschen, unter anderem Teile aus dem Faust. Dazu kommen einige Gedichte aus Johansens Feder, das bekannteste ist Wos an Puask („Frühling und Ostern“).
Der Amrumer Pastor und Sprachwissenschaftler Lorenz Friedrich Mechlenburg (1799–1875) zeichnete einige Amrumer Märchen auf und verfasste mehrere Gedichte. Einige Amrumer Erzählungen erschienen in der zweiten Hälfte des 19. Jahrhunderts in den Veröffentlichungen des Germanisten Otto Bremer, 1925 im Ferreng=ömreng Lesbuck („Föhr-Amrumer Lesebuch“) und 1957 in dem Lesebuch Mamenspriik („Muttersprache“).
Von dem als sehr begabt geltenden Leuchtturmwärter Arthur Kruse (1893–1968) sind nur einige wenige Gedichte erhalten, etwa Nuurdlacht („Nordlicht“). Von Thea Andresen (* 1916) und ihrer Tochter Annegret Lutz (* 1945) wurden einige Theaterstücke auf Öömrang verfasst. Während Thea Andresen eher Komödien schrieb, die in der Amrumer Vergangenheit spielen, sind die Stücke Annegret Lutz’ in der Gegenwart angesiedelt.

#### Föhr
Für die Föhrer Literatur des 19. Jahrhunderts ist der deutsche Germanist Otto Bremer von zentraler Bedeutung. Er selber schrieb zwar kaum, sammelte aber viele Texte und gab sie heraus. Sein Ziel war es, dass die Friesen ihre eigene Sprache lesen konnten. Von Bremer wurden zum Beispiel die Gedichte des Seemanns Simon Reinhard Bohn (1834–1879) herausgegeben. Von Bohn sind 17 Gedichte überliefert; am bekanntesten ist wohl das politisch-satirische Gedicht Di Gülbück. (An Fabel.) („Die Bachstelze“).
Ebenfalls von Bremer wurden die Erzählungen des Färbers Arfst Arfsten (1812–1899) aus Nieblum herausgegeben, die meist das Föhrer Volksleben thematisieren. Arfsten schrieb auch auf Niederdeutsch. Föhrer Prosa erschien auch 1925 im Ferreng=ömreng Lesbuck („Föhr-Amrumer Lesebuch“) und 1957 in Mamenspriik („Muttersprache“).
Bekanntester Föhrer Dichter des 20. Jahrhunderts war der Lehrer Lorenz Conrad Peters (1885–1949), genannt „Lonje“. Sein Hauptwerk ist die Komödie Oome Peetje ütj Amerika („Onkel Peter aus Amerika“) aus dem Jahr 1925, das die Inflation und die Föhrer Auswanderung nach Amerika thematisiert. Er schrieb weitere Theaterstücke und zahlreiche Lieder, die bis heute auf Föhr sehr beliebt sind, beispielsweise Loonslidj, huuch a harten („Landsleute, hoch die Herzen“). Als hochdeutsche Dichterin wurde auch Stine Andresen (1849–1927) bekannt, sie schrieb allerdings auch friesische Gedichte.
Moderne Föhrer Lyrik entstand aus einem von den 68ern geprägten Kieler Studentenkreis heraus, etwa von Volkert Faltings, und erschien in der gesamtnordfriesischen Anthologie friisk fees („Friesische Verse“) aus dem Jahr 1976. Das prägende Prosawerk der nordfriesischen Moderne schuf in den 1980er Jahren die Föhrerin Ellin Nickelsen mit Jonk Bradlep („Dunkle Hochzeit“).

### Helgoland
Bekanntester Helgoländer Literat ist James Krüss (1926–1997), der besonders als deutscher Kinderbuchautor bekannt wurde, aber auch Prosa und Gedichte in seiner Helgoländer Heimatsprache schrieb. Krüss gab auch zusammen mit seinem Helgoländer Landsmann James Packross in der Zeit der Evakuierung von 1948 bis 1955 ein Mitteilungsblatt für die Helgoländer heraus, in der viele friesische Texte veröffentlicht wurden.
Doch auch schon im 19. Jahrhundert wurde auf Helgoländisch geschrieben. Von Bedeutung sind vor allem die Dichter Hans Frank Heikens (1780–1862), Albrecht Groneweg und Heinrich Claasen (1842–1917). Letzterer verfasste das bekannte Gedicht Letj Foameler en letj Blömken („Kleine Mädchen und kleine Blumen“). Daneben gibt es einige Gebrauchsprosatexte aus dem 19. Jahrhundert.
Im 20. Jahrhundert machte sich der bereits erwähnte James Packross einen Namen als Dichter. Im Jahr 1937 erschien schließlich das populäre Lesebuch Van Boppen en Bedeelen („Von Ober- und Unterland“) mit Beiträgen verschiedener Autoren. Seit 1974 erscheinen zahlreiche Erzählungen in der Zeitschrift „Der Helgoländer“.

### Wiedingharde
Herausragende Gestalt der Wiedingharder Literatur ist der Lehrer Peter Jensen (1861–1939), der die meiste Zeit seines Lebens in Hamburg verbrachte und auch ein Wiedingharder Wörterbuch herausbrachte. Er verfasste viele Erzählungen, die als Fortsetzungsgeschichten in Tageszeitungen erschienen, wie Di Broinsjitter („Der Brandstifter“) und Jü Taarterefummel („Das Zigeunermädchen“). Seine sozialkritischen Themen und zwiespältigen Charaktere stießen jedoch nicht immer auf Zustimmung. Jensen schrieb auch einige Gedichte.
Der zweite bekannte Wiedingharder Dichter ist Broder Clausen (1900–1962). Er verfasste einige Erzählung und Gedichte, wie das beliebte Lied Ik bän fuon e Wiringhiird („Ich bin aus der Wiedingharde“).

### Bökingharde
Der Lehrer Bende Bendsen (1787–1875) beschäftigte sich vor allem sprachwissenschaftlich mit dem Friesischen und gab eine Mooringer Sprachlehre heraus. Er schrieb aber auch einige Gedichte und Balladen wie Üüs driimerai („Unsere Träumerei“). Ihm folgten verschiedene Dichter wie Sönke Petersen (1833–1918) und Hans Andreas Carstensen (1852–1917).
Viele Erzählungen, die besonders zwischen den Kriegen in nordfriesischen Zeitungen als Fortsetzungsgeschichten veröffentlicht wurden, schrieb der Schulmeister Nis Albrecht Johannsen der Ältere (1855–1935). Seine Geschichten zeichneten ein romantisches und idyllisches Bild der nordfriesischen Heimat. Bekannteste Werke sind Üt bai e Wäile („Draußen bei der Wehle“) und Apätj en dilätj („Herauf und Herunter“).
Produktivster und bekanntester Schriftsteller aus der Bökingharde ist Johannsens Sohn Nis Albrecht Johannsen der Jüngere (1888–1967), meist einfach nur Albrecht Johannsen genannt. Er verfasste vor allem Gedichte, die 1956 in der Sammlung Beerid („Ernte“) erschienen. Von ihm stammt auch das nordfriesische Farbenlied Gölj – rüdj – ween („Gold – rot – blau“).
Die Bökingharde ist heute mit dem vitalsten nordfriesischen Dialekt auf dem Festland versehen und hat daher in zahlreiche weitere Dichter und Autoren unterschiedlicher Produktivität hervorgebracht. In jüngster Zeit sind vor allem der Lehrer Ingwer Nommensen und Erk Petersen zu nennen. Nommensen verfasste viele Theaterstücke, Petersen schrieb vor allem Erzählungen, die er als „rekonstruierte Folklore“ bezeichnet und die eine künstlich geschaffene nordfriesische Sagenüberlieferung darstellt. Petersen war auch an der anspruchsvollen gesamtnordfriesischen Lyrik-Anthologie friisk fees („Friesische Verse“) aus dem Jahr 1976 beteiligt.

### Karrharde
Der Küster und Schulmeister Moritz Momme Nissen (1822–1902) aus der Karrharde machte sich vor allem mit der Erstellung eines sechsbändigen gesamtnordfriesischen Wörterbuchs um die nordfriesische Sprache verdient. Auf literarischem Gebiet ist es die Gedichtsammlung De freske Sjemstin („Der friesische Spiegel“), die er in Anlehnung an Klaus Groths niederdeutschen Quickborn schuf. Der Nachfolger Di Makker tu di freske Sjemstin („Der Genosse des friesischen Spiegels“) blieb allerdings ungedruckt. Nissen verfasste auch einige Theaterstücke und eine Liedersammlung.
Bemerkenswert ist das Epos Hengist, in dem Nissen die angelsächsische Landnahme Englands um die Fürsten Hengist und Horsa den Friesen zuschrieb und den Ausgangspunkt der Eroberungsfahrt nach Nordfriesland verlegte. Mit Ausnahme des Sjemstins blieben Nissens Werke zu seinen Lebzeiten ungedruckt.

### Nordergoesharde
Der in Göttingen lebende Kaufmann Boy Jacobsen (1697–1762) verfasste Die Thahierer Jesu („Der Zuhörer Jesu“), eine Schrift, die auf neutestamentlichen Inhalten basiert. Daneben übersetzte Jacobsen ein umfangreiches Konversationsbuch, die sogenannten Weimarer Konversationen, und erstellte zwei Glossare in friesischer Sprache. Somit ist der Nordergoesharder Dialekt die einzige nordfriesische Mundart mit einer relativ umfangreichen Überlieferung aus dem 18. Jahrhundert.
In den 1970er Jahren erschienen viele Geschichten des Lehrers Johannes Petersen (1909–1992) in den Husumer Nachrichten. Petersen verfasste auch mehrere Lieder.
Geringeren Umfangs waren die Werke anderer Dichter aus der Nordergoesharde. Es gibt ein unveröffentlichtes Liederbuch des Lehrers Christian Brodersen (1864–1935), eine friesisch-deutsch-dänische Gedichtsammlung des Lehrers Martin Lorenzen (1897–1963) und das bekannte Gedicht Hallieen („Feierabend“) des Pastors Peter Martinsen (1870–1942).

### Mittelgoesharde
Als nordfriesischer Romantiker schlechthin gilt Johannes Hansen (1854–1877), der bereits im Alter von 20 Jahren die stattliche Gedichtsammlung Freshe Daghte („Friesische Gedanken“) vorlegte. Dies ist umso erstaunlicher, als dass es in der Mittelgoesharde keine Schreibtradition und damit Vorbilder für ihn gab und er trotzdem ein sehr ausgereifter Dichter war. Er starb im Alter von nur 23 Jahren an Diphtherie. Seine Gedichte wurden erst 1960 in Westfriesland herausgegeben.
Weiterhin schrieb der Landwirt Martin Paul Hansen (1856–1939) mehrere populäre Gedichte und der Lehrer Peter Christian Grünberg (1901–1975) legte detailreiche Beschreibungen des Volkslebens vor, die allerdings größtenteils nicht erschienen.

### Südergoesharde
Der Lehrer Lorenz Christian Hansen (1831–1913) schrieb einige Gedichte; bekannt ist vor allem Die Söpper („Der Säufer“).

### Die Halligen
Auf Halligfriesisch gibt es vor allem Lieder. Der Lehrer Bandix Bonken (1839–1926) schrieb einige geistliche Lieder. Das Halli-Ledebök („Hallig-Liederbuch“, 1925) und das Nai Hali-Leedeböök („Neues Hallig-Liederbuch“, 1987) enthalten Übersetzungen aus anderen friesischen Dialekten.

## Sekundärliteratur und Quellen
- Nils Århammar: Die Syltringer Literatur. In: Margot und Nico Hansen (Hrsg.): Sylt – Geschichte und Gestalt einer Insel. Itzehoe 1967, S. 220–230.
- Thomas Steensen: Zwei Jahrhunderte nordfriesischer Literatur – ein kurzer Rück- und Ausblick. In: Zeitschrift für Kultur- und Bildungswissenschaften. Universität Flensburg, Nr. 8, S. 121–127, online (Memento vom 17. Juni 2008 im Internet Archive).
- Ommo Wilts: Die nordfriesische Literatur. In: Horst Haider Munske u. a. (Hrsg.): Handbuch des Friesischen. Niemeyer, Tübingen 2001, ISBN 3-484-73048-X, S. 396–408.